# Bastuholmsgrynnan
Bastuholmsgrynnan är en ö i Finland. Den ligger i Norra kvarken och i kommunen Korsholm i den ekonomiska regionen  Vasa i landskapet Österbotten, i den västra delen av landet. Ön ligger omkring 20 kilometer norr om Vasa och omkring 380 kilometer norr om Helsingfors.
Öns area är 1,1 hektar och dess största längd är 170 meter i sydöst-nordvästlig riktning.